# Pieter Brueghel mladší
Pieter Brueghel (či Bruegel)  mladší zvaný pekelný Bruegel (1564 Brusel – březen nebo duben 1638 Antverpy) byl vlámský malíř na pomezí renesance a baroka, syn a pokračovatel Pietera Brueghela staršího.
Pieter Brueghel mladší je známý kopiemi obrazů svého otce. Jeho ateliér produkoval mnoho obrazů pro místní a zahraniční trh, přispěl tím k mezinárodnímu šíření díla jeho otce. Tradičně byl přezdívaný pekelný Brueghel, neboť se věřilo, že byl autorem několika obrazů s fantazijními náměty ohňů, které se nyní připisují jeho bratru Janu Brueghelovi staršímu (1568–1625).

## Život
Pieter Brueghel mladší se narodil v roce 1564 v Bruselu jako nejstarší syn slavného holandského malíře 16. století Pietera Brueghela (známého jako „sedlák Brueghel“) a Mayken Coecke van Aelst. Jeho otec zemřel v roce 1569, kdy bylo Pieterovi pět let. Po smrti matky v roce 1578 se o Pietera, jeho bratra Jana Brueghela staršího (také známého jako „sametový Brueghel“, „Paradise Breughela“ a „Flower Brueghel“) a jejich sestru Marii starala jejich babička Mayken Verhulst. Mayken Verhulst byla vdova po malíři Pieterovi Coecke van Aelst. Podle vlámského životopisce počátku 17. století Karla van Mandera byla možná Mayken Verhulst první učitelkou svých vnuků. Rodina Brueghelů se přestěhovala z Antverp do Německa někdy po roce 1578 a Pieter možná vstoupil do studia malíře Gillise van Coninxloo (1540–1607). Jeho učitel opustil Antverpy v roce 1585 a v registrech 1584/1585 cechu Svatého Lukáše (Guild of Saint Luke), je „Peeter Brugel“ je uveden jako nezávislý umělec.

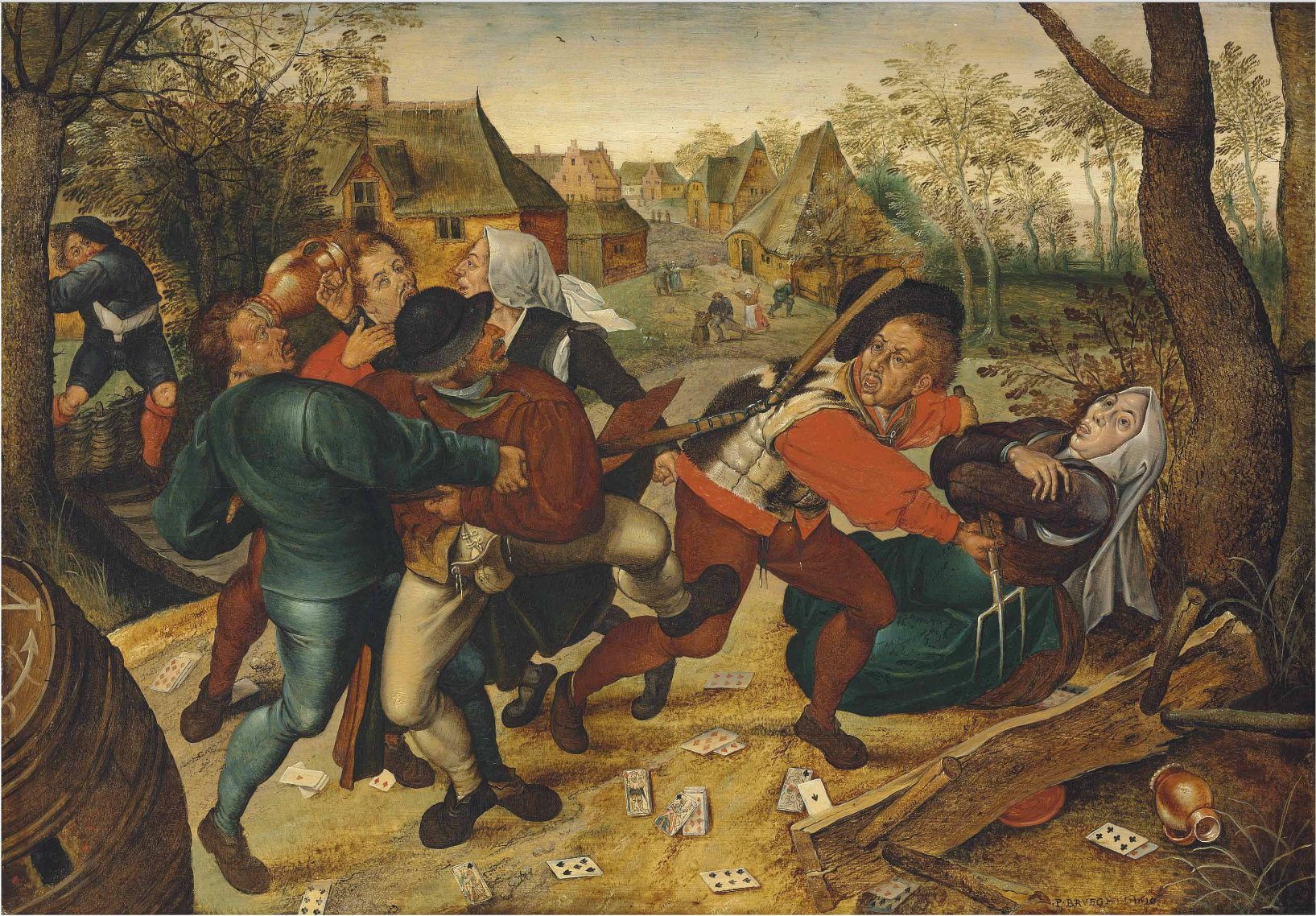
Venkovská rvačka

Dne 5. listopadu 1588 se Pieter oženil s Elisabeth Goddeletovou. Pár měl sedm dětí. některé zemřely v raném věku, syn Pieter se stal také malířem jako Pieter Breughel mladší III. Pieter Brueghel mladší měl v Antverpách velké studio, které produkovalo především kopie obrazů jeho otce pro místní trh a také po export. Přesto byl Pieter často ve finančních potížích, možná kvůli pití. Měl nejméně 9 žáků včetně Franse Snyderse a Andriese Danielse. Zemřel v Antverpách ve věku 72 let.

## Dílo
Pieter Brueghel mladší maloval krajiny, náboženská témata, zobrazoval přísloví a vesnické scény. Namaloval několik květinových zátiší. Jeho žánrové obrazy rolníků zdůrazňují malebnou krajinu a u některých byla zaznamenána chybějící jemnost a humanismus Pietera Brueghela staršího. Ve své dílně vytvořil mnoho kopií nejslavnějších kompozic svého otce, jehož jméno a dílo byly sice v 18. a 19. století pozapomenuty, ale znovu objeveny byly v první polovině 20. století.

## Původní práce

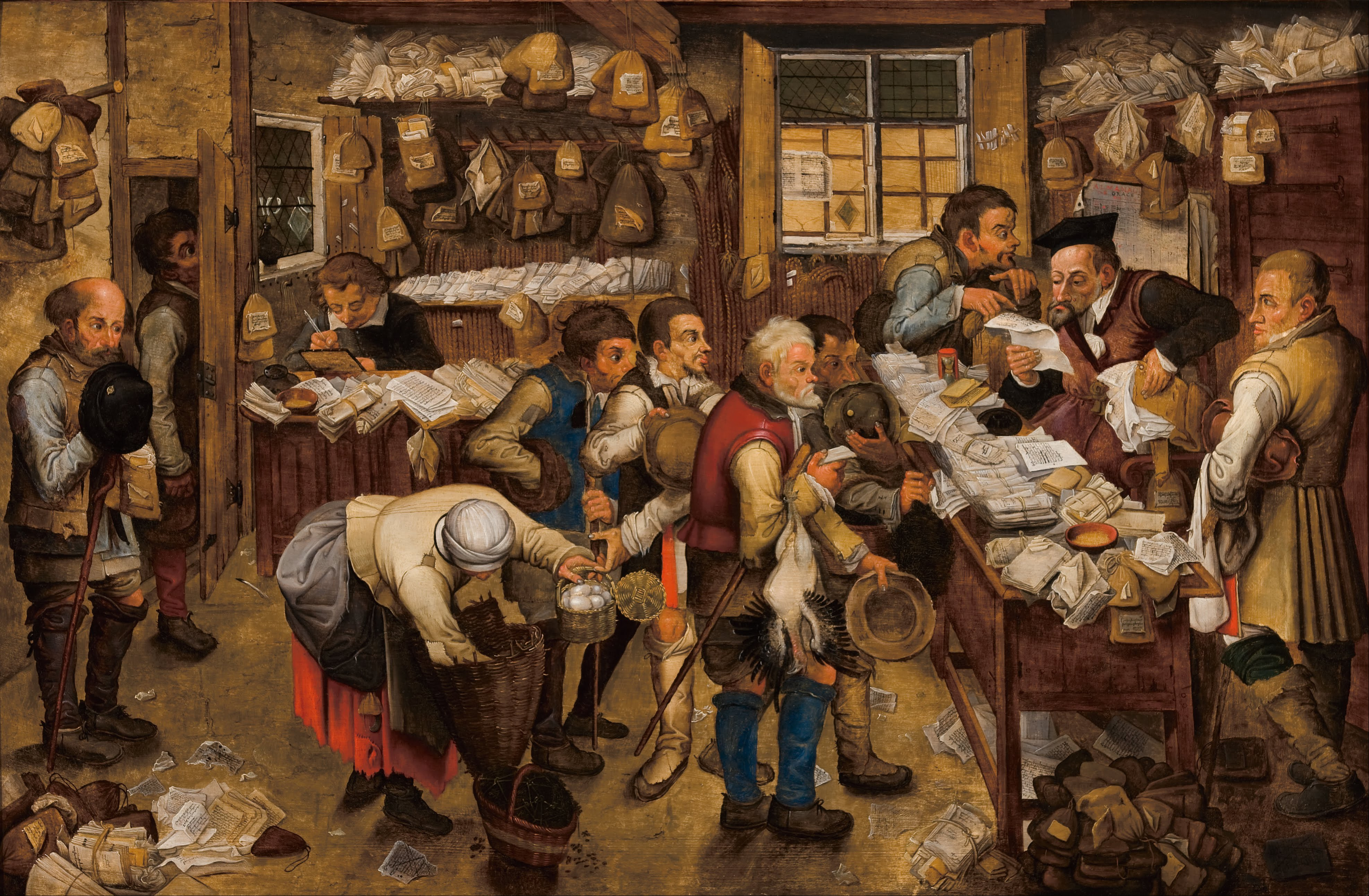
Výběrčí daní

Pieter Brueghel mladší vytvořil originální díla z velké části ve stylu svého otce. Jeho obrazy jsou aktivní, odvážné, plné světla a přizpůsobené stylu 17. století. Jedním z umělcových nejúspěšnějších originálních obrazů je The Village Lawyer někdy nazývaný také Daňová kancelář, Placení desátků, Špatný právník a Úřad notáře. Různé názvy díla naznačují, že v 17. století bylo interpretováno různými způsoby. Titul Občanský advokát je pravděpodobně nejvhodnější, protože osoba za stolem má pokrývku hlavy jako právník, výběr daní se obvykle v takovém prostředí neprovádí a papíry na stole vypadají jako žádosti a vyhlášky. Obraz ukazuje umělcův zájem o vesnický život. Obraz také ukazuje, že rolníci přicházejí s dary jako jsou kuřata a vejce, aby potěšili právníka, což byla běžná praxe, zatímco daně, tzv. desátky, byly placeny v obilí. Existuje 19 podepsaných a datovaných verzí této práce vzniklých mezi lety 1615 a 1622 z asi 25 originálů a 35 pochybných verzí. Dalším originálním obrazem Pietera Brueghela mladšího je Whitsun Bride (Svatodušní nevěsta), který je znám alespoň v pěti verzích. Námětem obrazu je vlámský zvyk vybrat a korunovat královnu letnic při příležitosti svatodušních svátků. Toto dílo se ve stylu a barvě jasně odlišuje od práce otce. Obraz používá jasné barvy, rumělku, modrozelené postavy a modrou oblohu. Další originální kompozice od Pietera Brueghela mladšího jsou čtyři malé tondos, kruhové obrázky, zde zastupující čtyři etapy řeky (Four Stages of the River). Vzhledem k tomu, že jeho styl se nijak nevyvíjel, je těžké sestavit chronologii jeho prací. V mnoha případech není jasné, jestli jde o kompozici Pietera Brueghela mladšího nebo o kopii díla jeho otce. Zanechal především velké množství kopií obrazů svého otce, jeho vlastních maleb se dochovalo málo. Jde především o žánrové scény z posvícení nebo krajiny oživené lidmi.

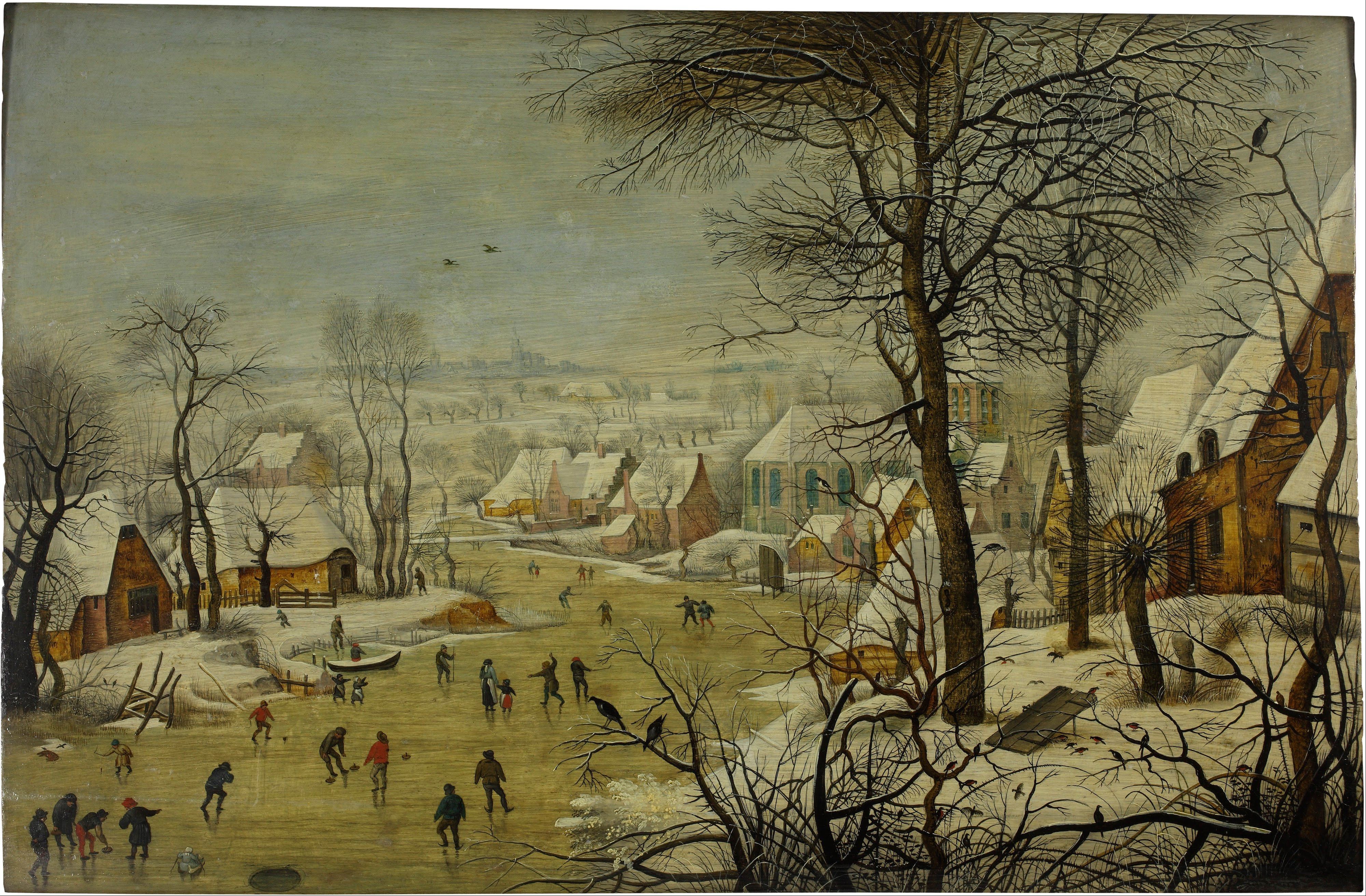
Zimní krajina s ptákem v pasti

## Kopie
Pieter Brueghel mladší kromě vlastní  tvorby také kopíroval slavné kompozice svého otce technikou nazvanou pounce art – pouncing. Tato rozsáhlá aktivita byla možná jen díky jeho velké, dobře organizované umělecké dílně. Srovnání některých kopií s originály odhaluje rozdíly, a to jak z hlediska barvy, tak i vynechání nebo doplnění určitých detailů. To může znamenat, že kopista změnil některé části, někdy na základě kopie výtisků originálních děl, než samotného originálu. Přestože Pieter Brueghel mladší neměl vždy přístup k původním obrazům svého otce, měl přístup k nyní ztraceným kompozičním kresbám a návrhům, které jeho otec vytvořil a pak je přenesl na desku s využitím pouncingu.

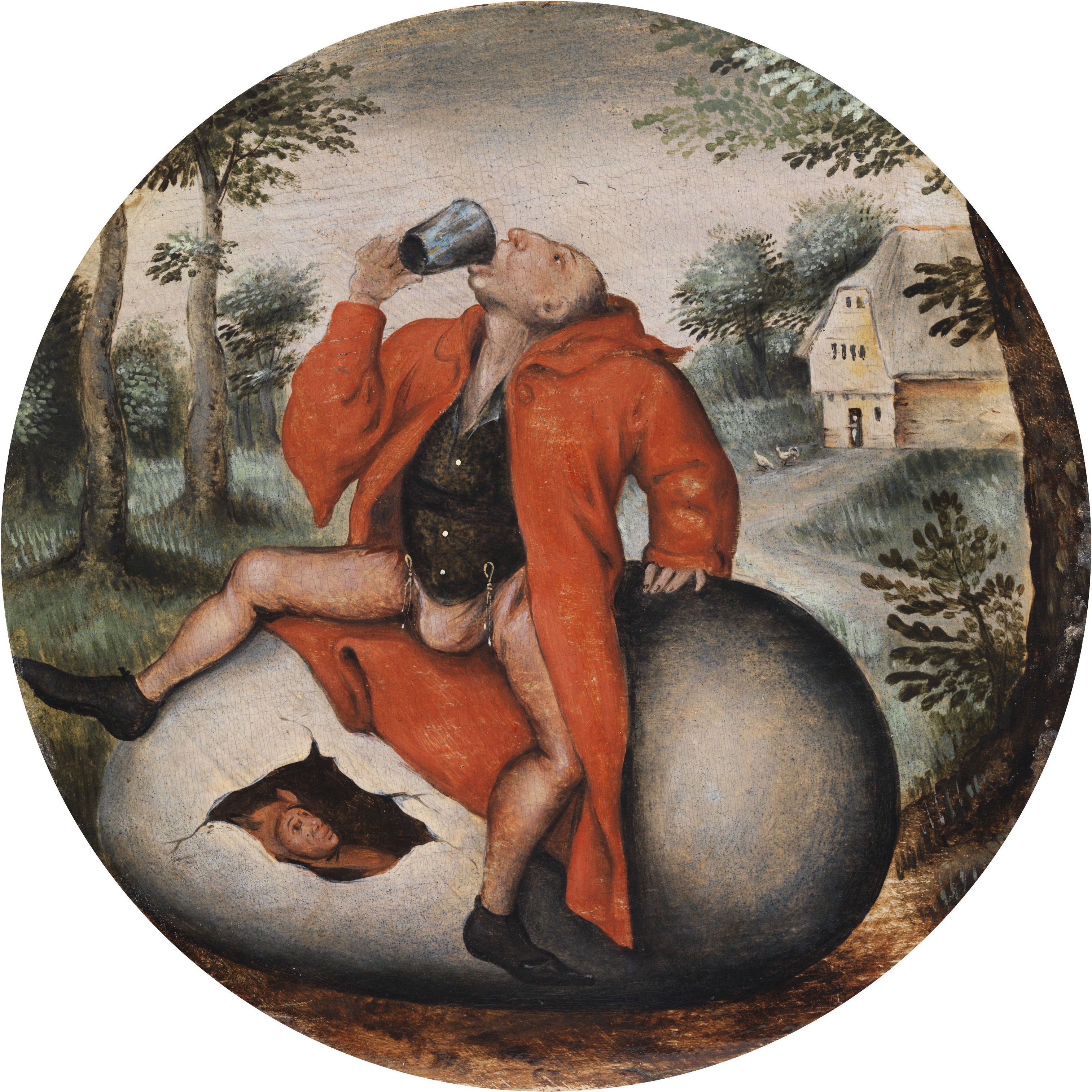
Opilec na vejci

Jedním z nejčastěji kopírovaných děl jeho otce byla  Zimní krajina s bruslaři a Pták v pasti (Bird-trap). Tuto práci reprodukoval Pieter Brueghel mladší a jeho dílna alespoň 60krát. Z těchto kopií je 10 podepsaných a 4 jsou datovány (1601, 1603, 1616 a 1626). Další populární dílo Pietera staršího bylo Uctívání mudrců ve sněhu (Adoration of the Magi in the Snow), jehož Pieter Brueghel mladší a jeho dílna vyrobili asi 30 kopií. Jeho umělecká dílna také vyprodukovala ne méně než 25 kopií díla Pietera Brueghela staršího  Kázání sv. Jana Křtitele. Originál pochází pravděpodobně z roku 1566. Některé z těchto kopií jsou podepsané a datované. Kvalita a velký počet verzí od obrazů Brueghela mladšího naznačují, že skutečně ovládal styl svého otce. Historikové míní, že původní obraz Brueghela staršího odrážel náboženské rozpory v Nizozemsku kolem let 1560 a připomínal tajná kázání tehdejších protestantských reformátorů. Pieter mladší změnil některé detaily na originálním díle jeho otce. Některé verze například vynechaly neidentifikovanou postavu vousatého muže v černém obleku obráceného k divákovi. Vynechání tohoto detailu se zdá být potvrzením spekulace, že přítomnost této postavy v původní kompozici nebyla náhodná. Její výrazná tvář naznačuje, že to může být portrét samotného umělce nebo patrona, který tuto zakázku objednal. Za postavu Krista byl často označován buď šedivý muž za levou rukou baptisty nebo vousatý muž dále doleva s rukama překříženýma. Pokračující popularita obrazu po smrti Pietera Brueghela staršího naznačuje, že i když tento detail ztratil svou politickou naléhavost, stále byl v rozporu s náboženstvím. Kompozice pak pravděpodobně byla spíše brána jako zobrazení lidstva ve své různorodosti rasy, třídy, temperamentu a postojů.

Kázání Jana Křtitele
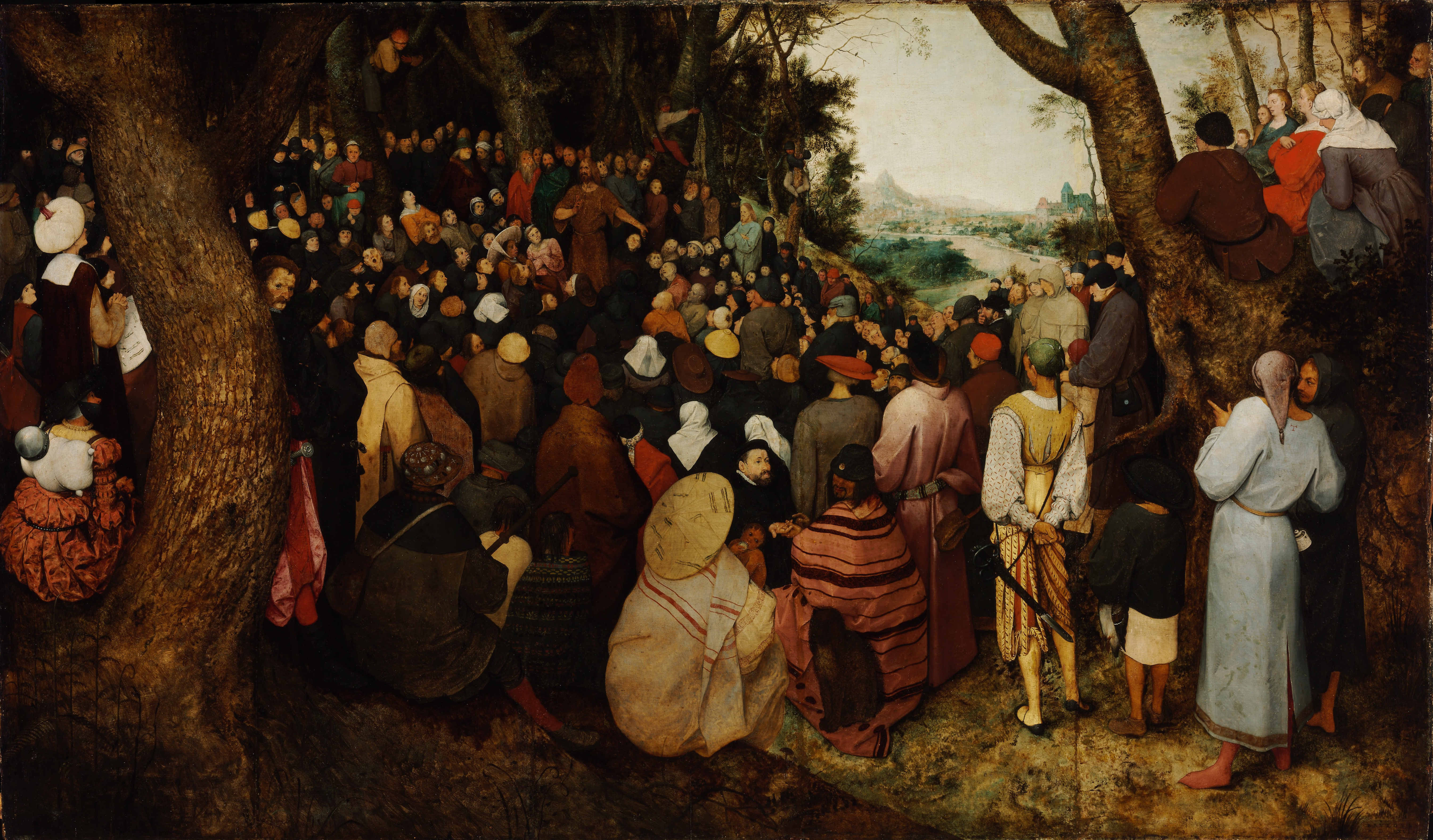
Kázání Jana Křtitele, originál Pieter Bruegel starší, 1566, Museum výtvarného umění v Budapešti
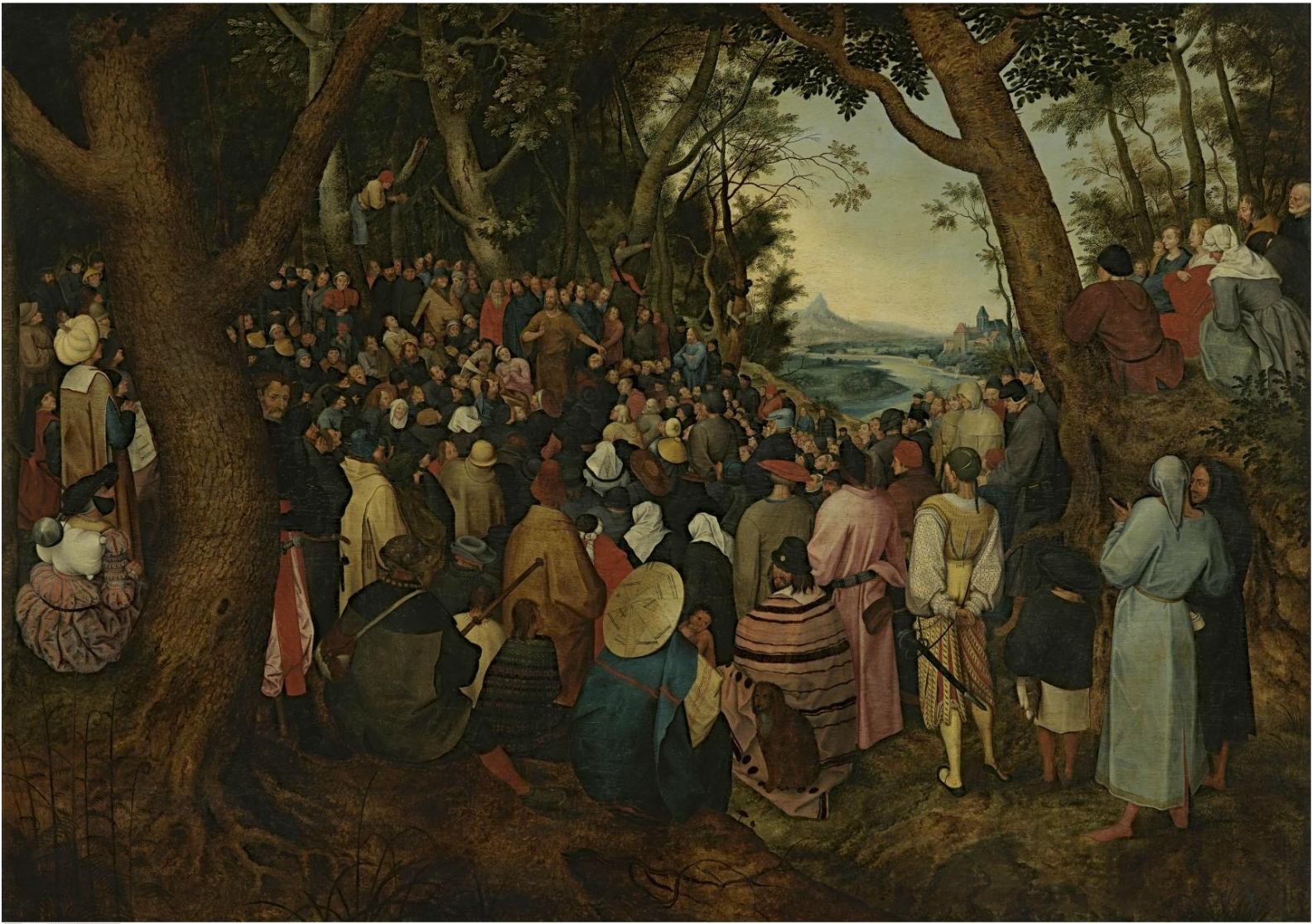
Kázání Jana Křtitele, kopie obrazu jeho otce, Pieter Brueghel mladší, po 1616, Groeningemuseum v Brugách, vynechal vousatého muže v černé barvě, otočil se k divákovi v originále
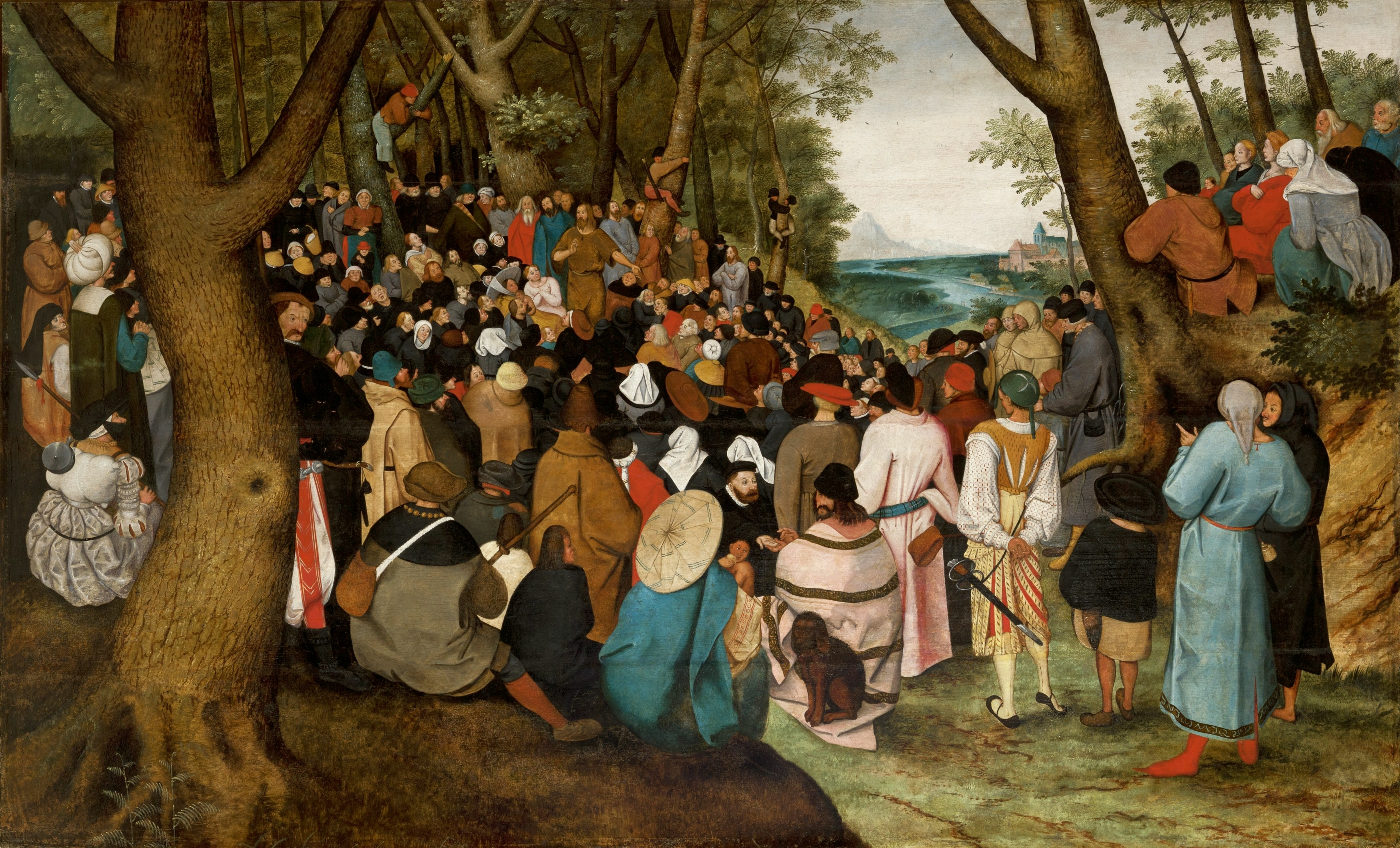
Kázání Jana Křtitele, kopie obrazu jeho otce, Pieter Brueghel mladší, (1601–1604), Europeum v Krakově

Achymisté
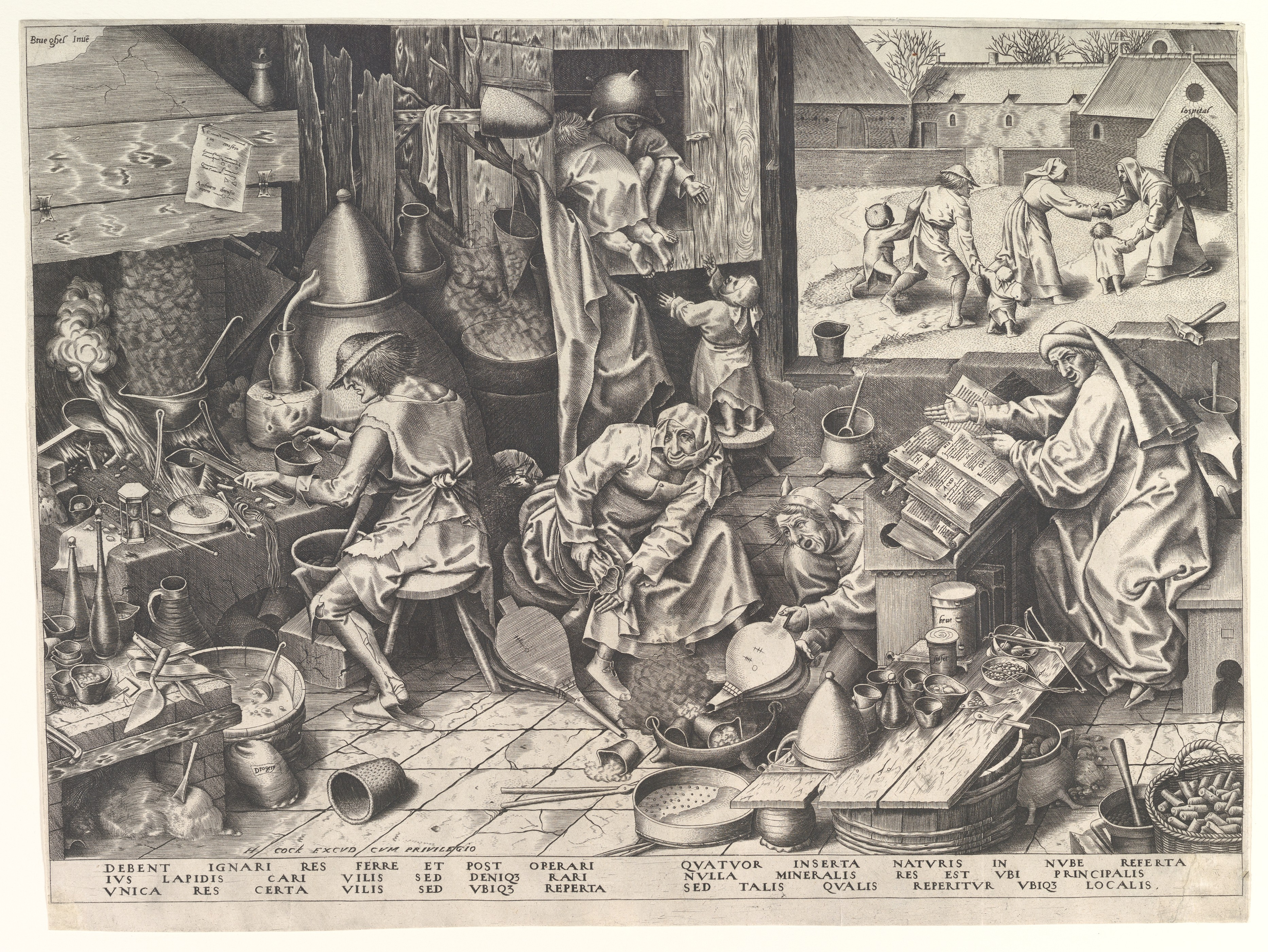
Achymisté, Pieter Bruegel starší, Metropolitní muzeum umění, původní lept
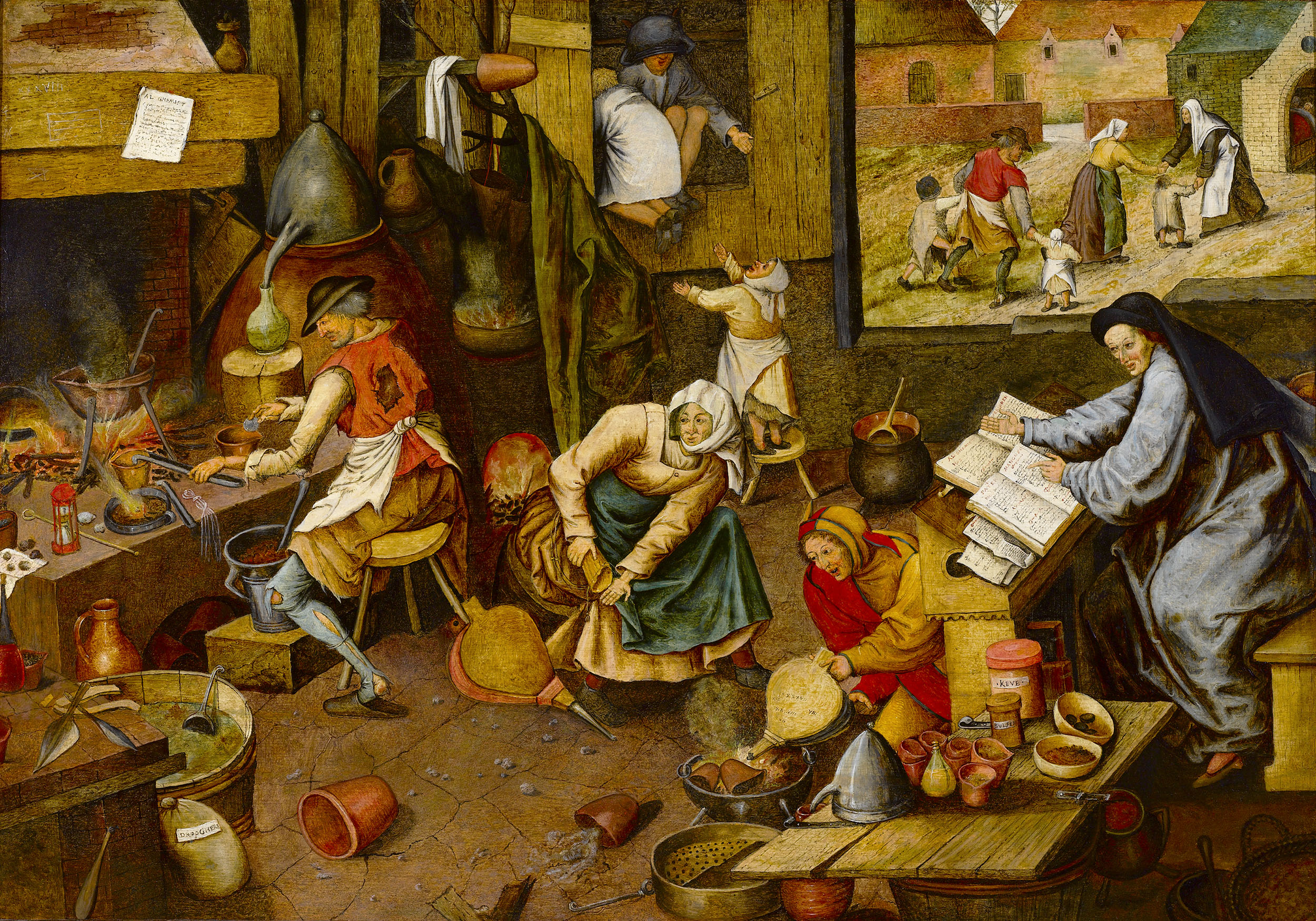
Kopie Alchymistů Pieter Brueghel mladší, desková malba

Rozsáhlá produkce kopií otcovy tvorby svědčí o významné poptávce po práci Pietera Brueghela staršího. Zároveň kopie přispěly k popularizaci jeho práce. Bez kopírování jeho syna by veřejnost neměla přístup k dílu Pietera Brueghela staršího, jehož obrazy byly převážně v soukromých sbírkách, jako je císařská sbírka císaře Rudolfa II. nebo Sbírka Farnese v Parmě. Současně Pieter mladší rozšířil repertoár jeho otce prostřednictvím svých vlastních vynálezů a variací na témata jeho otce.

## Vybrané práce

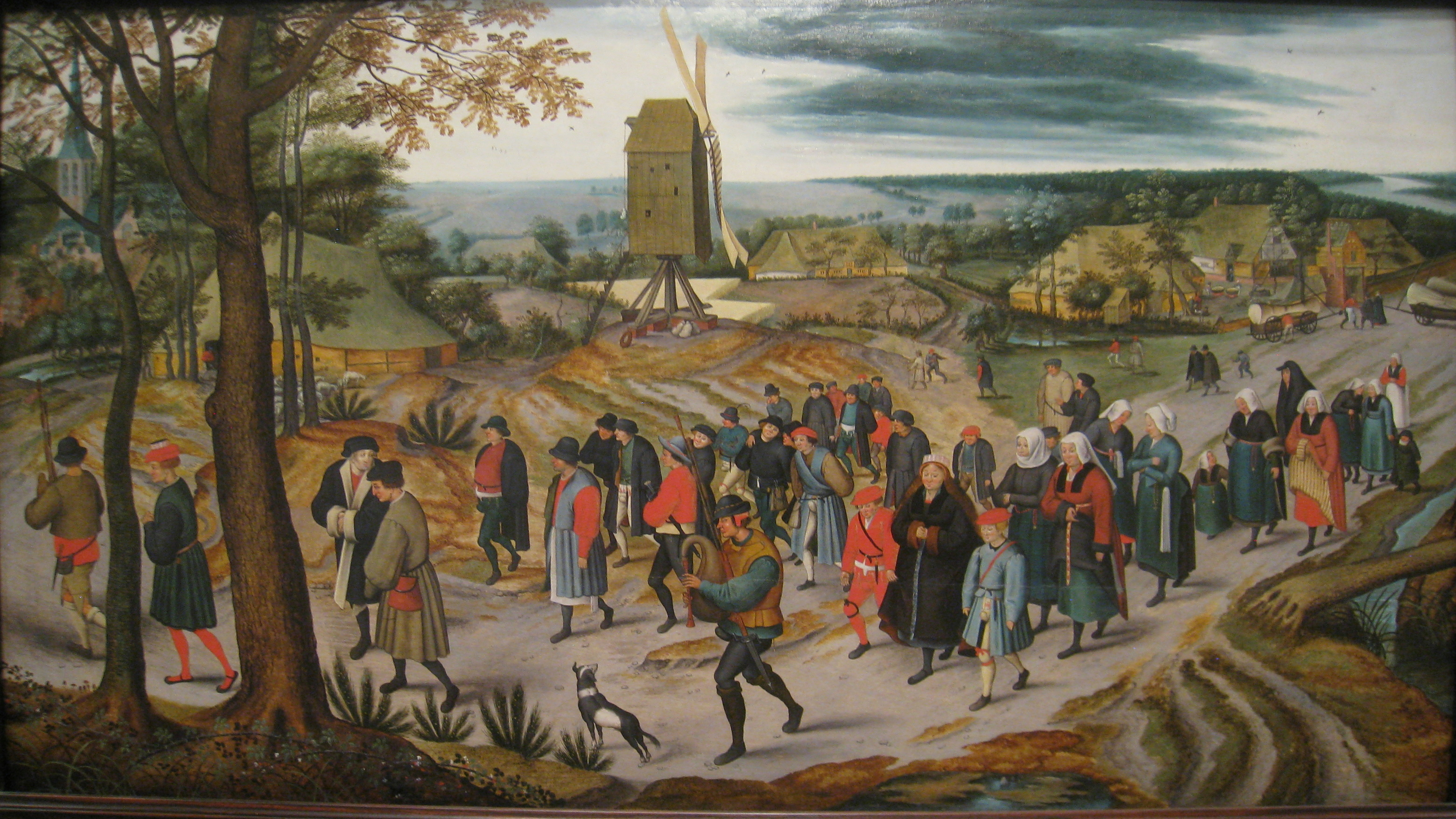
Svatební průvod

- Ukřižování
- Svatá rodina se sv. Janem
- Procesí na Kalvárii
- Klanění tří králů
- Sčítání lidu v Betlémě
- Nevěřící pasák
- Boj mezi masopustem a půstem
- Vlámská přísloví
- Vraždění neviňátek
- Venkovský svatební tanec
- Sedm skutků milosrdenství
- Kázání Jana Křtitele
- Návštěva na farmě
- Zimní krajina s pastí na ptáky
- Vesnický trh
- Vesnický právník (výběrčí daní)
- Hádka vesničanů

## Rodokmen
|  |  |                                   |                                   |                                   |                                   | Pieter Bruegel starší(1525/1530–1569) |                                   |                                |                                |                                |                                |                                |                                |                                |                                |                                |                                |                                |                                |                                |                                |                                |                                |                                                 |                                                 |                                                 |                                                 |                                                 |                                                 |  |  |                                                    |                                                    |                                                    |                                                    |                                                    |                                                    |
|  |  |                                   |                                   |                                   |                                   |                                       |                                   |                                |                                |                                |                                |                                |                                |                                |                                |                                |                                |                                |                                |                                |                                |                                |                                |                                                 |                                                 |                                                 |                                                 |                                                 |                                                 |  |  |                                                    |                                                    |                                                    |                                                    |                                                    |                                                    |
|  |  |                                   |                                   |                                   |                                   |                                       |                                   |                                |                                |                                |                                |                                |                                |                                |                                |                                |                                |                                |                                |                                |                                |                                |                                |                                                 |                                                 |                                                 |                                                 |                                                 |                                                 |  |  |                                                    |                                                    |                                                    |                                                    |                                                    |                                                    |
|  |  |                                   |                                   |                                   |                                   |                                       |                                   |                                |                                |                                |                                |                                |                                |                                |                                |                                |                                |                                |                                |                                |                                |                                |                                |                                                 |                                                 |                                                 |                                                 |                                                 |                                                 |  |  |                                                    |                                                    |                                                    |                                                    |                                                    |                                                    |
|  |  | Pieter Brueghel mladší(1564–1638) | Pieter Brueghel mladší(1564–1638) | Pieter Brueghel mladší(1564–1638) | Pieter Brueghel mladší(1564–1638) | Pieter Brueghel mladší(1564–1638)     | Pieter Brueghel mladší(1564–1638) |                                |                                | Jan Brueghel starší(1568–1625) | Jan Brueghel starší(1568–1625) | Jan Brueghel starší(1568–1625) | Jan Brueghel starší(1568–1625) | Jan Brueghel starší(1568–1625) | Jan Brueghel starší(1568–1625) |                                |                                |                                |                                |                                |                                |                                |                                |                                                 |                                                 |                                                 |                                                 |                                                 |                                                 |  |  |                                                    |                                                    |                                                    |                                                    |                                                    |                                                    |
|  |  | Pieter Brueghel mladší(1564–1638) | Pieter Brueghel mladší(1564–1638) | Pieter Brueghel mladší(1564–1638) | Pieter Brueghel mladší(1564–1638) | Pieter Brueghel mladší(1564–1638)     | Pieter Brueghel mladší(1564–1638) |                                |                                | Jan Brueghel starší(1568–1625) | Jan Brueghel starší(1568–1625) | Jan Brueghel starší(1568–1625) | Jan Brueghel starší(1568–1625) | Jan Brueghel starší(1568–1625) | Jan Brueghel starší(1568–1625) |                                |                                |                                |                                |                                |                                |                                |                                |                                                 |                                                 |                                                 |                                                 |                                                 |                                                 |  |  |                                                    |                                                    |                                                    |                                                    |                                                    |                                                    |
|  |  |                                   |                                   |                                   |                                   |                                       |                                   |                                |                                |                                |                                |                                |                                |                                |                                |                                |                                |                                |                                |                                |                                |                                |                                |                                                 |                                                 |                                                 |                                                 |                                                 |                                                 |  |  |                                                    |                                                    |                                                    |                                                    |                                                    |                                                    |
|  |  |                                   |                                   |                                   |                                   |                                       |                                   |                                |                                |                                |                                |                                |                                |                                |                                |                                |                                |                                |                                |                                |                                |                                |                                |                                                 |                                                 |                                                 |                                                 |                                                 |                                                 |  |  |                                                    |                                                    |                                                    |                                                    |                                                    |                                                    |
|  |  |                                   |                                   |                                   |                                   |                                       |                                   | Ambrosius Brueghel(1617–1675)  | Ambrosius Brueghel(1617–1675)  | Ambrosius Brueghel(1617–1675)  | Ambrosius Brueghel(1617–1675)  | Ambrosius Brueghel(1617–1675)  | Ambrosius Brueghel(1617–1675)  |                                |                                | Jan Brueghel mladší(1601–1671) | Jan Brueghel mladší(1601–1671) | Jan Brueghel mladší(1601–1671) | Jan Brueghel mladší(1601–1671) | Jan Brueghel mladší(1601–1671) | Jan Brueghel mladší(1601–1671) |                                |                                | Anna Brueghel x David Teniers mladší(1610–1690) | Anna Brueghel x David Teniers mladší(1610–1690) | Anna Brueghel x David Teniers mladší(1610–1690) | Anna Brueghel x David Teniers mladší(1610–1690) | Anna Brueghel x David Teniers mladší(1610–1690) | Anna Brueghel x David Teniers mladší(1610–1690) |  |  | Paschasia Brueghel x Hieronymous van Kessel starší | Paschasia Brueghel x Hieronymous van Kessel starší | Paschasia Brueghel x Hieronymous van Kessel starší | Paschasia Brueghel x Hieronymous van Kessel starší | Paschasia Brueghel x Hieronymous van Kessel starší | Paschasia Brueghel x Hieronymous van Kessel starší |
|  |  |                                   |                                   |                                   |                                   |                                       |                                   | Ambrosius Brueghel(1617–1675)  | Ambrosius Brueghel(1617–1675)  | Ambrosius Brueghel(1617–1675)  | Ambrosius Brueghel(1617–1675)  | Ambrosius Brueghel(1617–1675)  | Ambrosius Brueghel(1617–1675)  |                                |                                | Jan Brueghel mladší(1601–1671) | Jan Brueghel mladší(1601–1671) | Jan Brueghel mladší(1601–1671) | Jan Brueghel mladší(1601–1671) | Jan Brueghel mladší(1601–1671) | Jan Brueghel mladší(1601–1671) |                                |                                | Anna Brueghel x David Teniers mladší(1610–1690) | Anna Brueghel x David Teniers mladší(1610–1690) | Anna Brueghel x David Teniers mladší(1610–1690) | Anna Brueghel x David Teniers mladší(1610–1690) | Anna Brueghel x David Teniers mladší(1610–1690) | Anna Brueghel x David Teniers mladší(1610–1690) |  |  | Paschasia Brueghel x Hieronymous van Kessel starší | Paschasia Brueghel x Hieronymous van Kessel starší | Paschasia Brueghel x Hieronymous van Kessel starší | Paschasia Brueghel x Hieronymous van Kessel starší | Paschasia Brueghel x Hieronymous van Kessel starší | Paschasia Brueghel x Hieronymous van Kessel starší |
|  |  |                                   |                                   |                                   |                                   |                                       |                                   |                                |                                |                                |                                |                                |                                |                                |                                |                                |                                |                                |                                |                                |                                |                                |                                |                                                 |                                                 |                                                 |                                                 |                                                 |                                                 |  |  |                                                    |                                                    |                                                    |                                                    |                                                    |                                                    |
|  |  |                                   |                                   |                                   |                                   |                                       |                                   |                                |                                |                                |                                |                                |                                |                                |                                |                                |                                |                                |                                |                                |                                |                                |                                |                                                 |                                                 |                                                 |                                                 |                                                 |                                                 |  |  |                                                    |                                                    |                                                    |                                                    |                                                    |                                                    |
|  |  |                                   |                                   |                                   |                                   | Jan Pieter Brueghel(1628–1664)        | Jan Pieter Brueghel(1628–1664)    | Jan Pieter Brueghel(1628–1664) | Jan Pieter Brueghel(1628–1664) | Jan Pieter Brueghel(1628–1664) | Jan Pieter Brueghel(1628–1664) |                                |                                | Abraham Brueghel(1631–1690)    | Abraham Brueghel(1631–1690)    | Abraham Brueghel(1631–1690)    | Abraham Brueghel(1631–1690)    | Abraham Brueghel(1631–1690)    | Abraham Brueghel(1631–1690)    |                                |                                | Jan Baptist Brueghel(1647–1719 | Jan Baptist Brueghel(1647–1719 | Jan Baptist Brueghel(1647–1719                  | Jan Baptist Brueghel(1647–1719                  | Jan Baptist Brueghel(1647–1719                  | Jan Baptist Brueghel(1647–1719                  |                                                 |                                                 |  |  | Jan van Kessel starší(1626–1679)                   | Jan van Kessel starší(1626–1679)                   | Jan van Kessel starší(1626–1679)                   | Jan van Kessel starší(1626–1679)                   | Jan van Kessel starší(1626–1679)                   | Jan van Kessel starší(1626–1679)                   |
|  |  |                                   |                                   |                                   |                                   | Jan Pieter Brueghel(1628–1664)        | Jan Pieter Brueghel(1628–1664)    | Jan Pieter Brueghel(1628–1664) | Jan Pieter Brueghel(1628–1664) | Jan Pieter Brueghel(1628–1664) | Jan Pieter Brueghel(1628–1664) |                                |                                | Abraham Brueghel(1631–1690)    | Abraham Brueghel(1631–1690)    | Abraham Brueghel(1631–1690)    | Abraham Brueghel(1631–1690)    | Abraham Brueghel(1631–1690)    | Abraham Brueghel(1631–1690)    |                                |                                | Jan Baptist Brueghel(1647–1719 | Jan Baptist Brueghel(1647–1719 | Jan Baptist Brueghel(1647–1719                  | Jan Baptist Brueghel(1647–1719                  | Jan Baptist Brueghel(1647–1719                  | Jan Baptist Brueghel(1647–1719                  |                                                 |                                                 |  |  | Jan van Kessel starší(1626–1679)                   | Jan van Kessel starší(1626–1679)                   | Jan van Kessel starší(1626–1679)                   | Jan van Kessel starší(1626–1679)                   | Jan van Kessel starší(1626–1679)                   | Jan van Kessel starší(1626–1679)                   |